# Грэнхолм, Дженнифер
Дженнифер Малхерн Грэнхолм (англ. Jennifer Mulhern Granholm, 5 февраля 1959, Ванкувер, Канада) — американский политик, представляющая Демократическую партию. Губернатор штата Мичиган в 2003—2011 годах. Юрист по образованию. Она была первой женщиной, которая стала губернатором штата Мичиган, а ранее она занимала должность генерального прокурора штата Мичиган.

## Ранние годы
Родилась в Ванкувере (Канада) в семье банковских служащих. Вероисповедание — католицизм. Её дедушка по отцовской линии иммигрировал в Канаду из Швеции в конце 1920-х годов.
В раннем детстве вместе с родителями переехала в Калифорнию. В 1980 году в возрасте 21 года Д. Грэнхолм стала натурализованной гражданкой Соединённых Штатов.
Степень бакалавра получила в Калифорнийском университете в Беркли в 1984 году, специальность — политология. В 1987 году в Гарвардском университете получила профессиональную степень доктор права (Juris Doctor).
После окончания университета работала помощником судьи, активистом Демократической партии на президентских выборах 1988 года, затем — прокурором округа Уэйн, штат Мичиган.
В 1998 году была избрана генеральным прокурором штата Мичиган. В 2002 году победила на губернаторских выборах в штате Мичиган.
После окончания второго губернаторского срока в 2011 году работала преподавателем и телеведущей. Иногда упоминается в качестве возможного кандидата на пост судьи Верховного суда США.
15 декабря 2020 года избранный президент Джо Байден объявил о выдвижении кандидатуры Грэнхолм на должность министра энергетики в формируемом им кабинете.
25 февраля 2021 года приведена к присяге в качестве министра энергетики США. Первый натурализованный гражданин США, занявший пост министра энергетики Соединённых Штатов (министерство занимается в том числе реализацией ядерной программы США).

### Генеральный прокурор Мичигана (1999—2003 гг.)
Гранхольм была приведена к присяге 1 января 1999 года, став первой женщиной-генеральным прокурором Мичигана. Она отбыла один срок, с 1999 по 2003 год. На посту она продолжила работу Келли по защите прав граждан и потребителей и создала первое в Мичигане подразделение по борьбе с преступлениями в сфере высоких технологий, назначив Терренса Берга его первым руководителем.
Во время своего пребывания на посту генерального прокурора Грэнхольм стала резким критиком ежегодной традиции Мичиганского университета под названием «Голая миля». Благодаря ее усилиям к апрелю 2000 года мероприятие было фактически отменено и больше никогда не возникало. В июле 2000 года офис Грэнхольма договорился с JC Penney после того, как розничный торговец допустил многочисленные ошибки ценообразования и сканирования в магазинах в Мичигане. Эта проблема привлекла внимание Генеральной прокуратуры после «повторяющихся и все более серьезных ошибок», когда 33 % товаров, проданных в декабре 1999 года, продавались в реестре дороже, чем они были указаны на полках. JC Penney заплатила штраф и согласилась назначить «сотрудников по ценообразованию» для отслеживания ошибок в ценообразовании.
После терактов 11 сентября 2001 года Грэнхольм поручил государственным органам работать с законодателями, чтобы борьба с терроризмом оставалась в рамках полномочий государства. Она также ввела правила для дилеров бензина, чтобы они не повышали цены резко, что время от времени происходило в Мичигане сразу после нападений. В феврале 2002 года Грэнхольм объявила, что ее офис объединяется с офисом штата Мичиган AARP, чтобы помочь потребителям бороться со звонками от телемаркетологов.

## Министр энергетики (2021 — 2025)
Гранхольм приведена к присяге в качестве министра энергетики вице-президентом Камалой Харрис в феврале 2021 года.
Тогдашний избранный президент Джо Байден назначил Грэнхольм следующим министром энергетики. Грэнхольм считалась одним из наименее противоречивых кандидатов Байдена, получившим поддержку профсоюзов, экологических групп и некоторых республиканцев. Профессор энергетики Калифорнийского университета в Беркли, которая работала с Грэнхольмом в Калифорнийском университете в Беркли, сказала, что она будет «феноменальной для Министерства энергетики», потому что «она понимает технологию, она понимает развертывание и знает, как управлять большим агентством». Она предстала перед сенатским комитетом по энергетике и природным ресурсам 27 января 2021 г., и 3 февраля 2021 г. комитет проголосовал за ее выдвижение 13 голосами против 4. Она была утверждена Сенатом 64—35 25 февраля 2021 года и позже в тот же день была приведена к присяге вице-президентом Камалой Харрис. Она является первым министром энергетики, родившимся за пределами Соединенных Штатов.
В апреле 2021 года она заявила, что президент Джо Байден «поставил перед собой цель добиться нулевого выброса углекислого газа в этой стране к 2050 году. А это означает, что мы должны найти способы очистить нашу отрасль ископаемого топлива».
Грэнхольм позвонила министру энергетики Саудовской Аравии принцу Абдулазизу бин Салману Аль Сауду. Они обсудили более тесное сотрудничество в сфере энергетики. В конце 2021 года она обвинила нефтяной картель ОПЕК во главе с Саудовской Аравией и газовую и нефтяную промышленность США в росте цен на топливо в США. Когда ее спросили, каковы ее планы по увеличению добычи нефти в Соединенных Штатах, она ответила: «Это весело. Если бы у меня была волшебная палочка для этого».
Субъект подписал подробное этическое соглашение для высшего энергетического поста в правительстве и с тех пор нарушил некоторые положения Закона о акциях.

## Личная жизнь
Когда Грэнхольм училась в Гарварде, она познакомилась со студентом юридического факультета и уроженцем Мичигана Дэниелом Малхерн, выпускником теологии Йельского университета. Они поженились в 1986 году и взяли фамилию друг друга в качестве второго имени. У них трое детей.
21 февраля 2010 года, когда Грэнхольм, имеющую двойное гражданство, спросили о том, какую команду она предпочитает, чтобы выиграть матч за золотую медаль среди мужчин по хоккею с шайбой на Зимних Олимпийских играх 2010 года между сборной США и сборной Канады, она ответила, что «конечно» поддерживала Соединенные Штаты, полушутя отметив, что уехала из Канады в возрасте четырех лет.
21 октября 2010 года Гранхольм была назначена кавалером Королевского ордена Полярной звезды первой степени королем Швеции «за ее работу по развитию отношений между Мичиганом и Швецией для продвижения экономики экологически чистой энергии».

## Награды
- Орден княгини Ольги I степени (23 августа 2024 года, Украина) — за весомый личный вклад в укрепление межгосударственного сотрудничества, поддержку суверенитета и территориальной целостности Украины, популяризацию Украинского государства в мире[24].

## Примечание
1. 1 2  Deutsche Nationalbibliothek Record #1035349167 // Gemeinsame Normdatei (нем.) — 2012—2016.
2. ↑  Obama seeks court nominee who backs women’s rights (англ.)
3. ↑  Daniel Strauss and Vivian Ho. Biden taps Pete Buttigieg for transportation post and Jennifer Granholm for energy (англ.). The Guardian (15 декабря 2020). Дата обращения: 16 декабря 2020. Архивировано 16 декабря 2020 года.
4. ↑  Granholm considers future as Michigan's first female attorney general. Traverse City Record-Eagle. 4 ноября 1998. Архивировано из оригинала 8 апреля 2016. Дата обращения: 3 февраля 2022.
5. ↑  Security @ the University of Michigan in IT. University of Michigan. Дата обращения: 27 марта 2016. Архивировано из оригинала 17 апреля 2016 года.
6. ↑  Michigan Attorney General. Michigan Attorney General Jennifer Granholm Announces Settlement With J.C. Penney Over Scanning Errors. PR Newswire (11 июля 2000). Дата обращения: 27 марта 2016. Архивировано 9 апреля 2016 года.
7. ↑  Michigan Attorney General. Michigan Attorney General Jennifer Granholm and the AARP Michigan State Office Have Teamed to Help Consumers Fight Telemarketing Calls. PR Newswire (12 февраля 2002). Дата обращения: 27 марта 2016. Архивировано 9 апреля 2016 года.
8. ↑  Hayashi, Yuka (25 февраля 2021). Biden Trade Nominee Seeks Solution for Boeing-Airbus Dispute. Wall Street Journal. Архивировано 25 апреля 2021. Дата обращения: 3 февраля 2022.
9. ↑  Biden taps former Michigan Governor Granholm to be Energy chief. Дата обращения: 18 декабря 2020. Архивировано 15 декабря 2020 года.
10. ↑  Brady, Jeff (27 января 2021). Energy Nominee Jennifer Granholm Stresses Climate Action And Jobs. NPR. NPR.org. Архивировано 3 февраля 2022. Дата обращения: 31 января 2021.
11. ↑  Fordham, Evie. Senate confirms Jennifer Granholm as Biden's energy secretary (амер. англ.). Fox News (25 февраля 2021). Дата обращения: 14 марта 2021. Архивировано 5 марта 2021 года.
12. ↑  Jennifer M. Granholm Sworn in as 16th Secretary of Energy (англ.). Energy.gov (25 февраля 2021). Дата обращения: 26 февраля 2021. Архивировано 9 марта 2021 года.
13. ↑  Energy Sec. Granholm: Focus on renewable energy will protect U.S. 'manufacturing backbone'. PBS. 1 апреля 2021. Архивировано 29 марта 2022. Дата обращения: 3 февраля 2022.
14. ↑  Saudi Arabia energy minister and U.S. counterpart agree to enforce cooperation in the energy field - SPA. Reuters. 1 апреля 2021. Архивировано 10 ноября 2021. Дата обращения: 3 февраля 2022.
15. ↑  US energy secretary blames Opec 'cartel' for high petrol prices. Financial Times. 31 октября 2021. Архивировано 10 ноября 2021. Дата обращения: 3 февраля 2022.
16. ↑  Energy secretary says she hopes gas prices won't reach $4. The Hill. 7 ноября 2021. Архивировано 23 ноября 2021. Дата обращения: 3 февраля 2022.
17. ↑  Granholm Takes Gas Price Blame Shifting To New Heights In Sunday Interview. Forbes. 8 ноября 2021. Архивировано 10 ноября 2021. Дата обращения: 3 февраля 2022.
18. ↑  Pavlich: Biden's self-inflicted energy crisis. The Hill. 10 ноября 2021. Архивировано 28 ноября 2021. Дата обращения: 3 февраля 2022.
19. ↑  Christina Wilkie. (20 January 2022). «Energy Secretary Jennifer Granholm violated a stock disclosure law nine times last year». CNBC website Архивная копия от 21 января 2022 на Wayback Machine Retrieved 21 January 2022
20. ↑  Dee-Ann Durbin. Democrat Jennifer Granholm sees attorney general's post as career move. Ludington Daily News (10 октября 1998). Дата обращения: 27 марта 2016. Архивировано 17 декабря 2020 года.
21. ↑  Yingling, Jennifer. Canadian-born Gov. Granholm says she's rooting for USA hockey over Canada (англ.). TheHill (22 февраля 2010). Дата обращения: 21 марта 2021. Архивировано 16 декабря 2020 года.
22. ↑  Guvernör Jennifer Granholm förlänades Nordstjärneorden av kungen (швед.). Sveriges kungahus. Stockholm: The Royal Court of Sweden (октябрь 2010). Дата обращения: 17 ноября 2010. Архивировано 25 октября 2010 года.
23. ↑  GRANHOLM – King Carl XVI Gustaf to Recognize Granholm in Stockholm Thursday for Fostering Relations between Michigan, Sweden. Lansing: Office of the Governor of the State of Michigan (октябрь 2010). Дата обращения: 17 ноября 2010. Архивировано 15 ноября 2010 года.
24. ↑  Указ Президента Украины от 23 августа 2024 года № 576 «О награждении государственными наградами Украины». Дата обращения: 24 августа 2024. Архивировано 24 августа 2024 года.